# Индира Радић
Индира Радић (Драгаловци, 14. јун 1966) српска је певачица фолк, етно, турбо-фолк, поп-фолк и поп музике.
Индира је каријеру започела 1992. године у продукцијској кући Јужни ветар, певајући песме Дај ми обећање, Искрено ми кажи, Памтимо ово вече, Пољуби ме и видећеш, Тужна врбо, Моја ће те љубав стићи, Угаси ме, Због тебе. Кратак боравак у ПГП РТС−у и хитови Све да волим она ме учила и Иди из живота мога, обезбедили су певачици прелазак у Зам продукцију, и утрли пут за нове популарне песме: Кафана, Круг, Осветница, Волиш ли ме ти и Врати ми се, па почетком новог столећа и песме Не боли то, Иди љубави, Ко је она жена, Где ћемо вечерас, Ратовање, Попиј једну и Лоше комбинације. Огроман успех остварује захваљујући балканском хиту године, песми Лопов. Од 2004, под окриљем Гранд продукције, Радићева бира песме у којима доминира поп звук, те постаје зачетник поп-фолк жанра и прва домаћа звезда која прекида снимање турбо−фолк музике. Управо те године снимила је најуспешнији албум у каријери и отпевала своје највеће хитове. Био је то албум Змај, а познате песме на њему — Мој животе да л’ си жив, Педесет година, Био си ми драг, Змај, Нисам сумњала и Тетоважа. На албумима које је издала после Змаја, издвојиле су се песме Април, Љубав кад престане, Малине, Пије ми се, пије, Ако ме заволиш, Хероји, Не долазиш у обзир, Ако умрем сад, Две музике, Живим да живим, Има туга име, улицу и број, Само туга остала, Пожелела и Много си се променио. Препознатљива је по свом специфичном, промуклом гласу, за који се сматра да га је немогуће подражавати.
Индира је била најпопуларнија и најтиражнија певачица у земљи 2004. и 2005. године, када је имала веома посећене наступе широм Балкана. Издвајају се и солистички концерти у Загребу и Београду 1997. и 2004. године, затим два концерта у Софији, и велики концерти у Охриду и Љубљани. Године 2005. добила је Награду за најбољу певачицу на Балкану, на Данима естраде награду за хит године (Април), четири године касније — награду за хит (Хероји) и певачицу године у Хрватској, а средином 2013. Оскара популарности за дует (Лопов) и певачицу деценије (2001—2010). Прва је и једина српска певачица која је дала интервју за лондонски BBC радио. Радићева је за свој хуманитарни рад још и носилац ордена Велико срце, принцезе Катарине Карађорђевић, као и титуле српске геј иконе. Њен албум Змај сматра се једним од најуспешнијих албума у српској поп—фолк музици, и једним од последњих великих албума продатих у тиражу од преко 100.000 примерака, пре него што је издавање албума са појавом Јутјуба изгубило на популарности.

## Детињство и младост
Индира Суботић је рођена 14. јуна 1966. године, у селу Драгаловци, недалеко од Добоја (данас Општина Станари). Њен отац Живко је радио као возач и функционер Савеза комуниста Босне и Херцеговине, а мајка Роса била је домаћица. Радићева је хинду име (чије је значење сјајна, дивна или цвет цветова) добила у част индијској премијерки Индири Ганди, чијим је политичким ангажманом њен отац био фасциниран. Индирини родитељи су врло рано уочили њен дар за певање, па је од малих ногу учествовала на бројним музичким такмичењима. Похађала је основну школу у селу Станари, до којег је пешачила пет километара. У Добоју је завршила средњу медицинску школу. На питање због чега је уписала медицинску, а не музичку школу, певачица је 2013. одговорила да је разлог за то била удаљеност њеног села од великих градова. Наиме, у Бањалуци је постојала музичка школа, али је тај град од Драгаловаца удаљен готово шездесет километара. С друге стране, Добој, који је скоро упола ближи, имао је само медицинску. Индира је одабрала да путује свакога дана, али да спава код куће, будући да је била веома везана за мајку, те је тако завршила школу која јој је обезбедила звање медицинске сестре. Након завршетка средње школе неко време је радила у болници у Загребу, а почетком деведестих преселила се у Србију.
Кућа у којој је рођена Радићева више не постоји. На том месту су данас ископине угља рудника Станари.

## Каријера

### Нова нада „Јужног ветра” (1985—1994)
Радићева је први јавни наступ имала са свега десет година, када је на молбу родитеља, на једној прослави у хотелу Каридијал, у Теслићу, отпевала песму Невернице моја, врати ми се ти Кемала Маловчића.
Индира је почела да се бави певањем још 1985. године, када је имала деветнаест година и била изабрана за најбољу певачицу Добоја. Млада певачица скоро десет година певала је за хонорар, учествовала на музичким такмичењима и на културним манифестацијама. У Сарајеву се 1991. пријавила за Први глас Босне и Херцеговине, чији је спонзор био сарајевски недељеник Вен. Радићева је стигла до финала и освојила прво место. Наредног дана су због озваниченог ратног стања сва културна дешавања у граду била прекинута, па је Индира остала победник чија се победа није славила. Међутим, будући да је годинама наступала и скупила довољно новца, са породицом се убрзо преселила у Београд, где јој је освојено прво место на сарајевском фестивалу омогућило директан контакт са власником музичке куће Јужни ветар.

Свој први солистички албум, Награда и казна, снимила је 1992. године управо за продукцијску кућу „Јужни ветар”. Индира је за снимање прве плоче издвојила 20.000 марака, али није могла да је добије будући да је у Југославији почео рат те је коридор био затворен. Радићева је данима чекала да први аутобус крене из Београда пут Бањалуке, где је после извесног времена сачекала да од возача добије своју касету. Индирине вокалне способности наишле су на добар пријем радијске публике која је ценила песме Искрено ми кажи — певачицин први хит, Награда и казна, Чудна игра, Дај ми макар обећање и Памтимо ово вече. Миле Бас, директор Јужног ветра, недуго потом одлучио је да је промовише као младу певачицу која обећава. Радићева је већ следеће године заменила Драгану Мирковић и добила статус водеће звезде у продукцијској кући. Бас и Индира имали су несугласице на снимању спота за песму Искрено ми кажи, где је Миле негодовао због певачициног шминкања и одевања. Наиме, Бас је Радићевој показао студио и рекао: 
Ето, тамо снима Горан Вишњић. Ти ћеш иза студија, у кукурузу. Једна певачица Јужног ветра нека се спрема када оде на концерт — када је код мене, има да пева. То је школа Јужног ветра, по томе смо познати.
Годину дана касније Индира је издала и други албум — Због тебе, са песмама Тужна врбо и Пољуби ме и видећеш, а 1994. године, и трећи албум — Угаси ме, који јој је донео прву популарност, захваљујући хитовима Моја ће те љубав стићи, Где си сада, Зашто сам се родила и Очи моје, што сте заплакале. Будући да је постала звучно име на естради, јавља се изненадно интересовање за њене старије песме. Тако албум Награда и казна, са свим својим хитовима, и песмама Сузе моје и И ти тихо оде доживљава поновно издање 1994. године.

### Годину дана на „ПГП РТС−у” (1995)
Индира је 1995. напустила Јужни ветар. Разлог за то обелоднила је тек петнаест година касније, када се у једној емисији нашла лицем у лице са својим бившим менаџером и продуцентом, Милетом Басом. Певачица је објаснила да је Бас често био тежак (на шта се он, који је седео поред ње, насмејао и климнуо главом), да јој је често бранио да се шминка и облачи како би хтела, и да је то правдао тако што би говорио да дотеравање одвлачи пажњу са певања и да је она пре свега врхунски вокал, па тек после лепо лице. Миле је Индиру саветовао и да најпре тежи радијској популарности, јер је она значајнија од телевизијског представљања, као и да је памћење гласа дуготрајније од визуелног памћења. Могуће је да је продуцент Јужног ветра стрепео да би и Индира, у то време најтиражнија звезда куће, пожелела да пође стопама његове Велике петорке и започне солистичку каријеру. За време целокупног боравка у тој продукцији, певачица је имала само један сачуван телевизијски наступ, где је са музичарем Банетом Васићем певала своју песму Дај ми макар обећање. Миле Бас и Индира Радић сложили су се касније да нису постали непријатељи након пословног разлаза. Песме којима је Бас прославио Радићеву остају Искрено ми кажи, Тужна врбо и Моја ће те љубав стићи.
По изласку из Јужног ветра, Индира албум Иди из живота мога издаје за ПГП РТС. Песма која се издвојила на албуму била је Све да волим она ме учила, а имала је изразито родољубиву поруку. Радићева је 2005. изјавила да је Србија у то време била захваћена таласом национализма, па се она због имена Индира често сусретала са непријатним, верским и шовинистичким опаскама. Стога је имала жељу да песмом каже ко је, али не и да тиме дискриминише друге. Данас каже да је снимање песме било незгодно искуство, будући да главни стих у рефрену (Српкиња је мене мајка родила, све да волим она ме учила) истовремено значи и: Српкиња, православка, не Хрватица, не муслиманка… Индира истиче да поента песме није део Српкиња је мене мајка родила, већ Све да волим она ме учила, јер, иако је по националности Српкиња, она је уједно и неко ко је одрастао у Босни, окружена муслиманима, католицима и православцима, научена да људе не дели према националности или верском опредељењу. Песма Иди из живота мога највећи је Индирин хит до њеног преласка у Гранд продукцију.

### Успон на естради (1996—2002)
За Индирин велики почетнички успех делимично је заслужан и разлаз Велике петорке Јужног ветра. Наиме, пошто су Синан, Миле, Кемал, Шемса и Драгана напустили матичну кућу, Миле Бас, тадашњи директор Ветра, одлучио је да као главну звезду промовише управо Радићеву, која је остала.
Ипак, једна од пресудних година у каријери Индире Радић била је 1996, када је прешла у Зам продукцију и издала албум Круг. Саша Поповић, један од директора продукције, позвао је Радићеву у кућу Лепе Брене да би јој представио песме. Тамо ју је сачекала Брена, и отпевала све песме које је Индира требало да сними. Брена и Поповић упознали су је тада и са Срки Бојем, који је постао њен музички продуцент. Тада је почео њен нагли успон на југословенској естради. Ишла је на своје прве турнеје и одржала прве солистичке концерте у каријери, а песме Син, Ујед за срце, Отиш'о си, остала сам и Да камен заплаче постале су тадашњи турбо-фолк хитови. Радићевој је за овај албум песму Сребрна дуга написао Халид Муслимовић, а певачица ју је отпевала заједно са Николом Решићем — Нином. Индира је и сама направила музику — за песму Син. Најзапаженије наступе имала је у Словенији и Немачкој, где ју је на концертима чекало и по пет хиљада људи, што је у то време био велики успех. Године 1997. издаје свој шести албум, Издајник, као и специјално видео издање Индира — уживо, на коме су се нашле њене најпознатије песме. Поред песама Издајник, Ни дани, ни ноћи и Гром, Радићева је те године била често слушана и захваљујући обради песме Врати ми се, Галиба Спахића, коју је снимила за компилацију Сви за једног − један за све. Било како било, највећи хит на албуму Издајник, постала је песма Осветница.
Већ следеће године издаје најуспешнији албум у дотадашњој каријери, Волиш ли ме ти. Карактерише га још и сарадња са познатим именима тадашњег музичког света. Музику за песму Забрањено написао је Рођа Раичевић, за Децембар Мирољуб Брзаковић − Брзи, за Срце пуно отрова Беки Бекић, док је песму Спакуј своје ствари написао Халид Муслимовић. Турнеја током које је промовисала песме обухватала је и бивше југословенске републике, па је Индира убрзо постала једна од најпопуларнијих српских певачица у Хрватској. Песме Волиш ли ме ти и Кафана спадају међу највеће хитове у њеној каријери.
Почетком новог миленијума, Радићева по трећи пут мења издавача те прелази у „Гранд продукцију”. Тада издаје албуме Миленијум и Где ћемо вечерас, који нису остварили велики комерцијални успех, али су привукли пажњу публике због њеног новог изгледа. Занимљиво је то да је певачица поново сарађивала са Раичевићем (на песми Гледај ме и умри), Бекијем Бекићем (на песми Лоше комбинације) и са Брзим — на песмама Види шта си сад без мене и Живот иде даље. Песму Не боли то, највећим хитом из овог периода у Индириној каријери, написао је Пеђа Меденица. Издвојиле су се још и Бити или не бити, Другарице моја, Попиј једну, Иди љубави и Где ћемо вечерас. Највећи хит била је песма Ко је она жена?.
Њена песма Волиш ли ме ти из 1997. године искоришћена је 2002. у филму Кордон Горана Марковића, у коме се музика чује из локалног бара док полицајци нападају младића у време демонстрација у Београду 1997. године.

### Хитови са албума „Змај” (2003—2008)
Године 2003, Индира издаје свој јубиларни десети албум, на коме се налазио дует Лопов са Аленом Исламовићем. Та песма, коју је написала Марина Туцаковић, је за веома кратко време постала њен највећи хит. Узастопно је проглашавана за хит месеца, да би коначно била проглашена за поп-фолк хит 2003. године. Препевана је на три језика, а њена мелодија намењена мобилним телефонима преузета је више од милион пута. Нешто мању популарност оствариле песме Преко, преко, контроверзна турбофолк−обрада светског хита Du hast немачког бенда Рамштајн, затим песме Све су исте песме моје, Поцрнела бурма, Узми, све ми узми и Дужан си ми два живота. Певачици је пратеће вокале на овом албуму певала Александра Радовић.
Радићева већ следеће године издаје најуспешнији албум у својој каријери и постаје најтиражнија певачица у земљи. Он носи назив Змај, по првој нумери, која је постала велики хит.
За огроман успех албума била је заслужна и певачицина спремност да прекине са певањем турбо-фолк песама, и да се још више окрене поп звуку. Индира је заправо била прва домаћа певачица која је почела да пева поп-фолк. Када се после дуге најаве албум појавио у продаји, а Радићева почела промоцију песама, медији и публика, који су очекивали песме у турбо-фолк стилу, били су изненађени новим звуком, који је нити фолк, нити турбо-фолк, нити поп. У једном српском магазину Индира је добила прву насловну страну, на којој је пак писало: Нови албум — тотални хаос. Хрватски публициста и музиколог, Дарко Худелист, писао је, међутим, о новом музичком правцу који се са Радићевом појавио у Србији. О новој музици, коју је назвао поп-фолк, говорио је похвално, као о тријумфу над турбо-фолком, који је форсиран деведесетих. Индира је заједно за Жељком Јоксимовићем и Жељком Самарџићем била гошћа Максовизије, у емисији која се бавила најпопуларнијим естрадним личностима. Самарџић је промовисао песму 9000, поп хит године; Јоксимовић се са песмом Лане моје спремао за Евровизију. Индира је промовисала свој најновији албум. Минимакс се осврнуо на њену радикалну промену физичког изгледа, и питао је да ли би и она учествовала на Евровизији, на шта је певачица дала позитиван одговор јер сматра да њен глас има шта да понуди. Водитељ се осврнуо и на медијски испраћен наступ у емисији Гранд шоу, у коме је Индира уз песму Зашто тако наопако скидала одећу са два младића. Певачица је одговорила да је у свету дошло до засићења када је у питању женски стриптиз, и да нова времена захтевају и промену улога — где жене посматрају мушкарце који се скидају. Поред песме Змај, многе песме са овог албума биле су популарне, како у Србији, тако и на целом Балкану, поготову у Бугарској и Грчкој, где су препеване. То су: Мој животе да л’ си жив, Био си ми драг, Нисам сумњала и Тетоважа. Песма Змај наводно је написана инспирисана истинитим трагичним догађајем, где девојка умире од неизлечиве болести и пише стихове свом момку.
Последње недеље децембра снимила је музички шоу—програм Индира Unplugged, који је приказан на телевизији Пинк уочи првог јануара 2005. Радићева је тако била прва домаћа певачица која је снимила програм у коме је певала уживо, уз искључиво акустичне инструменте.
Њен следећи албум био је више у поп стилу, те мање успешан од претходног. Био је то албум Љубав кад престане, на коме су најпопуларније песме биле Април, Хвала што ниси (коју је написао Кики Лесендрић), Малине, затим Родни крај, Увек сам лоша први пут, Казна за безобразне и Седам смртних грехова. Индири је пратеће вокале певала тада још увек неафирмисана Ивана Селаков. Радићева је за песму Април ипак освојила Златни мелос — хит године, због чега су многи негодовали и сматрали да је певачица победила захваљујући старој слави, пошто је изгласана у конкуренцији коју су чинили Миле Китић (Шампањац), Вики Миљковић (Махи, махи, Обележена, Празан стан, Ти мушкарац), Тања Савић (Тако млада, Зашто ме у образ љубиш, Стани туго), Јована Типшин (У твоме телефону), Дарко Филиповић (Она, она, Опомена), Маја Маријана (Бићеш ноћас мој), Сања Ђорђевић (Црвени лак) и Сека Алексић (Искористи моје мане, Сви твоји милиони, Баш ми се свиђа твоја девојка, Дођи и узми ме, Где сам ти ја, За љубав мобилна). Ни са албумом Лепо се проведи, који је изашао 2007, није поновила успех Змаја, али је обновила сарадњу са Исламовићем, снимивши дует Имали смо, нисмо знали. Песме које су биле највише слушане су Хало срце, где си, Узводно од љубави и Не долазиш у обзир, која је временом постајала један од њених највећих хитова. За пратеће вокале Индира је ангажовала Јелену Галонић из групе Зана. Заједно са албумом, изашао је DVD са њеним највећим хитовима и видео-снимцима са концерата у Бугарској, Аустралији и Словенији. Без обзира на комерцијални успех албума, певачица је поновила посећене концерте у Словенији и Хрватској, на којима је гост био Исламовић. Исте године дала је интервју за лондонски радио BBC, а који је био на тему фолк звука као водећег музичког правца на овим просторима. Тако је постала прва балканска фолк певачица која је дала интервју за ову медијску кућу. Тек са албумом Хероји из 2008. године, Радићева је доживела део некадашње популарности. Спот за песму Хајде сестро, коју је снимила са Ксенијом Пајчин, изазвао је бројне контроверзе, првенствено због њиховог провокативног плеса на наступима. Радићева је за Новости открила да је видео снимљен у продукцијској кући DM SAT, и да Драгана Мирковић није дозволила да Индира плати сарадњу. Драгана је Индири још и поклонила песму У добру и у злу. Радићева је обрадила је песму Ако умрем сад, коју је пре ње изводио Слободан Батјаревић Цобе и снимила дует Можда баш ти са Иваном Плавшићем. Четврта песма на албуму, Ако ме заволиш, временом је постала хит.

#### Турнеја (2004—2005)
Након великог успеха албума Змај, Индира је кренула на балканску турнеју, коју је посетило више од 200.000 људи. Један од концерата одржала је и у загребачком Дому спортова, те је тако постала прва српска певачица која је одржала концерт у Хрватској након рата из 1992. Поред три хиљаде посетилаца, биле су ту и Индирине бивше колеге, медицинске сестре и здравствени радници, са којима је некада радила, док је живела у Загребу. Певачица их је пре концерта угостила у гардероби. Први наслов који је сутрадан освануо у новинама гласио је: Индира увела турбо-фолк на велика врата у лијепу нашу. У Бугарској је исте године проглашена за најбољу балканску певачицу, а бугарска певачица Ивана дошла је у Београд да се упозна са Индиром и тражи дозволу за обраду песама. Радићева је за шест дана одржала четири концерта — у Софији, Пловдиву, Бургасу и Варни, а укупан број посетилаца је био негде око петнаест хиљада. Велики успех био је концерт у Охриду, коме је присуствовало 30.000 људи, те је то уједно и највећи концерт у њеној каријери. Радићева је у граду изазвала помаму и саобраћајни колапс за непуних сат времена колико је издвојила да се прошета центром. Власник једне златаре јој је на улици поклонио златне минђуше, наруквицу и огрлицу од охридских бисера. Македонску турнеју наставила је у Струмици, Скопљу и Куманову. Ипак, највећи успех био је њен први солистички концерт у Београду. Одржала га је 27. априла у Хали спортова пред око 6.000 људи, а трајао је три сата.
Песме које је певала на концерту у Београду:
- Тужна врбо
- Волиш ли ме ти
- Иди из живота мога
- Попиј једну
- Кафана
- Тетоважа
- Узми, све ми узми
- Не боли то
- Лопов
- Тика так
- Свеједно је
- Зашто тако наопако
- Змај
- Мој животе да л’ си жив

### „Исток, север, југ и запад” (2009—2012)
У фебруару 2009. године, на шестој „Фолк паради” у Осијеку, Радићева је проглашена за најбољу певачицу, а песма Хероји за поп-фолк хит 2008. године у Хрватској. У зиму исте године промовисала је две нове песме: Пусти ме и Живим да живим. Песма Живим да живим проглашена је за трећи највећи летњи хит 2010. године, после песама Диши (Гоца Тржан) и Анонимна (Слободан Васић), а пре песме Да се нађемо на пола пута (Неда Украден). У децембру 2010, најавила је свој петнаести албум, на коме је требало да се нађу соло песме али и неколико дуета. Овај албум је назван Исток, север, југ и запад и његов излазак је био очекиван пред Нову годину. Међутим, Индира се тада посветила својој повратничкој турнеји у Америци и излазак албума је одложен за јесен 2011. Пре него што је отпутовала у САД, Радићева је промовисала дуете Сезам са Азисом, Не веруј својим очима са Романом Панић, Сто на сат са групом Лексингтон и Има туга име, улицу и број са Џенаном Лончаревићем. Песму Црвени тепих написао је Бора Ђорђевић.
За турнеју је владало велико интересовање — концерте у Њујорку, Атланти и Детроиту посетило је неколико хиљада људи. Испред дискотеке у Чикагу, где је имала наступ 1. јануара 2011, било је око пет стотина људи који нису успели да на време купе карте за концерт. Након америчке турнеје, Индира је са Аленом Исламовићем и Тифом имала заједничку европску турнеју. У јулу 2011, Радићева је промовисала песму Једном се само живи. Неколико дана касније Политика је објавила да су Индирине песме пуштане на митинзима у Либији, у граду Сабха на југу државе, поводом чега је она изјавила да јој је драго ако Либијцима њене песме бар на тренутак скрећу мисли са рата, и да музика постоји ради ширења љубави и лепог расположења.
Петог новембра је наступала у Минхену, и издала још један сингл — Прославићу крај, a крајем месеца је почела и са промоцијом осталих песама са албума. Индира је средином децембра кренула на турнеју у Швајцарској, где је промовисала Исток, север, југ и запад и одржала концерте у Монтлингену, Цугу и Берну. Албум је изашао у продају 16. децембра. Већ следећег дана, дует Марија са Станком Маринковићем изазвао је бројне контроверзе. Та песма представља својеврсну мешавину шансоне и домаће музике, а док су је једни хвалили због смелости и искорака у поп-фолк жанру, други су критиковали Индирин изговор француског. Тиме је Марија Индири вратила популарност и учинила је највећом домаћом звездом Јутјуба — у земљи је владала Индироманија, као и 2004. када је издала албум Змај. Радићева је 14. јануара наступала у Паризу, у хали Bataclan, пред око две хиљаде људи, а већ следећег дана је гостовала у клубу Trois Maillets, где је, на молбу власника, певала песму Ђурђевдан.
У јуну 2012. Индира је снимила сингл Zodiac, чија је премијера одржана 30. јула на београдском сплаву Ривер. У песми се спомињу сви хороскопски знаци, а у споту, који је изашао исте вечери, они су приказани како играју са људима, у дискотеци под ведрим небом. Амерички музички портал Europop објавио је чланак, у коме хвали певачицин нови изглед, и комбиновање Индириног начина певања са модерним звуком, а песму најављује као Индирин велики повратак на сцену након неславне Марије. Иако је најављена као летњи хит, песма је заправо била зимски хит, будући да је у новембру прешла милион прегледа на Јутјубу, од када прегледи расту великом брзином, а у децембру је неколико пута бирана за хит дана. Неколико дана пре промоције спота, певачица је одржала концерт у Скадру, у Албанији, где је малобројну публику поздравила на албанском. Радићева је током лета наступала широм Европе, заједно са бугарском поп-фолк звездом Андреом. У оквиру заједничке турнеје, коју су назвале Balkan Stars Night, имале су неколико успешних наступа у Швајцарској и Немачкој. У септембру је била гошћа у песми Краљ и Барби Гаги бенда, са којим је наступила у Ротердаму. Крајем октобра је отишла на кратку турнеју, названу Исток, север, југ и запад, а у децембру се нашла у избору за Естрадну личност године, где је завршила на шестом месту (после Драгане Мирковић, Стоје, Цеце, Дада Полументе и Катарине Живковић). Ову позицију јој је несумњиво обезбедила песма Марија, али ни успех Zodiacа није занемарљив. Крајем године је наставила са турнејом Balkan Stars Night, у оквиру које је најавила дует са Андреом, на концерту у Линцу, али до сарадње ипак није дошло.

#### Турнеја (2012—2013)
Певачица је турнеју започела концертом у Софији, да би се одатле преместила у Аустралију, где је одржала концерте у Перту, Сиднеју, Мелбурну и Бризбејну. У Аустрији и Швајцарској је наступала три, у Хрватској два, а у Сједињеним Државама и Шведској једанпут. У Немачкој је направила четири концерта и турнеју завршила концертима у Пловдиву и Старој Загори.

#### Концерт у Софији (2012)
Индира је 25. октобра исте године одржала концерт у концертној сали Народне палате културе у Софији. То је био њен четврти наступ пред бугарском публиком: први пут је одржала мали наступ 1993, други пут када је са Иваном ишла на турнеју по земљи 2005, а трећи пут 2007. године, на позив председника Прванова.
Почетком октобра, Радићева је у Београду угостила Андреу, са којом је снимила најављени дует, да би потом отишла у Софију, где је гостовала у емисијама Слави шоу, Открит микрофон, Кафа при Гала и B Life. Из непознатих разлога, Индирин и Андреин дует није изашао у јавност.
Радићева је концерт почела са бугарском етно песмом Лале ли си, зюмбюл ли си, да би потом отпевала Лопова, са којом је касније и завршила концерт, који је трајао више од два сата. Пред око четири хиљаде људи, Индира је отпевала више од тридесет песама, а гости изненађења били су Јована Типшин и Бобан Здравковић.
Песме које је певала на концерту у Софији:
Песме које је певала на концерту у Београду:
- Лопов
- Био си ми драг
- Тужна врбо
- Волиш ли ме ти
- Попиј једну
- Кафана
- Иди из живота мога
- Угаси ме
- Бити или не бити
- Лоше комбинације
- Где ћемо вечерас
- Живим да живим
- Љубав кад престане
- Тетоважа
- Ратовање
- Хероји
- Ако умрем сад
- Пије ми се
- Спакуј своје ствари
- Имали смо, нисмо знали
- Родни крај
- Мој животе да л' си жив
- Пусти ме
- Нисам сумњала
- Не долазиш у обзир
- Април
- Има туга име, улицу и број
- Иде то с годинама
- Педесет година
- Змај

### „Пожелела” (2013—2015)
Радићева је у Нову годину ушла као прва на листи певачица са највећом зарадом од наступа у новогодишњој ноћи, a четврта ако се узму у обзир и мушки извођачи. Индира се са зарадом од више од тридесет хиљада евра нашла само иза Горана Бреговића, Здравка Чолића и Шабана Шаулића. Крајем фебруара је одржала концерт у Загребу, за који су карте биле распродане још у претпродаји. Почетком маја је на додели Оскара популарности у Бечу добила Оскаре за певачицу деценије и најбољи дует снимљен током претходних десет година (Лопов, са Аленом Исламовићем). Нешто касније, издала је баладу Пожелела, која је остварила велики национални успех. Четрнаестог јуна, певачица је прославила четрдесет седми рођендан у ријалити-шоу Фарма, а специјална гошћа јој је била колегиница и пријатељица Јелена Карлеуша, која је Индири отпевала песме Кад замиришу јорговани и Ђурђевдан.
Радићева је у октобру издала синглове Нова крв и Лош си рођен, а крајем године компилацију највећих хитова са четири последња сингла. Недуго после изласка компилације, почетком 2014, певачица је заједно са Пеђом Меденицом отпевала песму Само туга остала. Почетком децембра, исте године, објавила је сингл Рехабилитација — брзу техно-фолк песму, у којој певачица каже да су најскупљи сепаре и најбоља локација решење када треба преболети стару љубав.
Индира је у августу открила да ради на новом албуму и да се нада да на њему неће бити грешке, пошто, како верује, после 27 година каријере, места за грешку нема. Додала је још да би албум требало да се нађе у продаји у септембру. У исто време, на евровизијском сајту Wiwiblogs, објављен је чланак под насловом Шест естрадних уметника из Србије које бисмо волели да видимо на Евровизији, а Радићева је завршила на другом месту — иза Цеце Ражнатовић. Аутор текста написао је: 
Ви кажете „Индира“ - ја кажем „геј икона“! Будући да да је воли балканска ЛГБТ заједница, њу би без сумње заволео и европски ЛГБТ, ако би певала на Евровизији. Њен традиционални глас се нелагодно али „заразно“ судара са денс музиком коју певачица избацује из године у годину. Оригинална, жестока и вокално тачна - она би стварно „разарала“!

### „Много си се променио” (2015—2017)
Током 2015. године, Индира је углавном наступала по клубовима широм Србије и престоничким сплавовима. У октобру је, после 18 година, променила издавачку кућу. Наиме, из Гранд продукције, чији је члан постала 1997. (тада под именом Зам продукција), Радићева је прешла у Сити рекордс. Певачица је најавила албум Нико није савршен са осам песама, чији је композитор њен син, Северин Радић. У интервјуу за Прву телевизију, Индира је рекла да је Северин одговоран за нови поп звук, будући да ју је смарао и изазивао (да сними поп албум).
Певачица је прва три сингла — песме Какав такав си, Много си се променио и Нико није савршен — објавила у децембру. Све три су наишле на позитивне реакције медија и публике. Песма Много си се променио је за два дана од објављивања на Јутјуб-каналу Adria Music прешла 200.000 прегледа што представља Индирин лични рекорд. Крајем 2015. албум је изашао у продају. Индира је сматрала да би поп звук који прожима песме најбоље дошао до изражаја под окриљем Сити рекордса. Радићева је наредне године награђена Оскаром популарности за најбољи албум 2015, победивши најслушанији Лек за спавање Секе Алексић
У јулу 2016. Индира је уз Хариса Џиновића, Ацу Лукаса, Ану Николић и друге извођаче наступала на музичком фестивалу „Рингишпил” у Сплиту, у својеврсном дуелу са Секом Алексић. За седамнаести новембар најавила је велики солистички концерт у Армејц арени у Софији, коме је претходило треће гостовање у бугарском тв−шоуу Слави шоу.
У априлу 2017. Индира је објавила нови сингл, назива Живим сад и њиме најавила нови албум. Певачица је још једном променила свој изглед, пригрливши овог пута панкерски стил — у споту носи неколико бројева већу кошуљу, црну хаљину са елементима попут нитни, зихернадли и металних детаља, и обилату црну шминку. У јесен исте године објавила је и песму Немам ја разлога, за чије је промовисање вратила свој уобичајени изглед. Индира се у октобру појавила у једној од посебних емисија које прате Звезде Гранда, где је представила своју нову песму. Саша Поповић најавио ју је као певачицу која је отишла, па се вратила и додао да је Индира снимала за Гранд продукцију још од тренутка када је кућа отворена, те и да је и она сама део Гранда. Крајем новембра била је тајанствени члан жирија музичког шоуа Звезде Гранда, и гостовала у емисији Гранд коктел, где је певала песму Кад замиришу јорговани Весне Змијанац. Наредне недеље, Индиру је у ТВ шоуу Твоје лице звучи познато имитирала млада певачица Едита Арадиновић из групе Министарке. Едита је кроз песму Змај на комичан начин покушавала да опонаша трилере којима обилује глас Радићеве. Затим је извела пародију на песму Марија. Наступ младе певачице наишао је на похвале. Андрија Милошевић, члан жирија, искористио је прилику да похвали глас Радићеве, и назвао га глашчином. С друге стране, Александра Радовић, која је Индири певала пратеће вокале дуги низ година, рекла је да пародично извођење ништа много није одступило од оригиналне верзије.

### Најава новог албума (2018—данас)
Почетком фебруара певачица је на свој Инстаграм профил поставила снимак на коме је у студију где снима нову песму, заједно са својим старим сарадницима, Енџијем Маврићем и Пеђом Меденицом. Индира је 14. марта песмом Последњи уздисај најавила нови албум. Сингл је елегична балада, чија музичка подлога подсећа на ретро−стил „Јужног ветра”. После песама Не боли то, Само туга остала и Пожелела, ово је четврта песма коју је за певачицу писао Меденица. У новембру 2019. Радићева је објавила дует Није крај, који је извела са Ћемом.
У лето 2020. Индира је препевала неколико својих старих песама, сматравши да им треба дати нову шансу. Певачица је за нови аранжман одабрала песме: Две музике, Већ дуго не верујем, Нисам сумњала, Не боли то, Мој животе да л’ си жив и Био си ми све. Почетком августа издала је и нову песму, назива Моје границе бола, а крајем године песму и спот Тако је суђено.

## Певачки стил
Глас Радићеве је веома тешко имитирати. У емисији Добро вече, Србијо 2013. године, певачица је објаснила да је, када је почињала да пева, покушавала да у исто време имитира Драгану Мирковић, Шемсу Суљаковић, Синана Сакића, Милета Китића и Кемала Маловчића. Каже да је њен трилер велик и широк, и представља својеврсну мешавину манира поменутих певача.
Тања Савић је у емисији БН Коктел покушала да имитира Индиру, али је покушај прошао неславно. Савићева је потенцирала на самој боји Индириног гласа, али није успела да је имитира. У Звездама Гранда 2008. године, такмичари Ива и Вук су отпевали песму Лопов, дует Радићеве и Исламовића. Милутин Поповић Захар, који је био члан жирија, рекао је да Ива никако није смела да узме песму Индире Радић, јер је немогуће да ико други осим ње успешно отпева њену песму. У истом серијалу, у једној од сезона које су уследиле, Зорица Брунцлик се осврнула на младе певачице које певају Индирину песму Пожелела: „Знајући са колико енергије Индира пева, све остало је нежно.” Саша Поповић је на то додао да је Индирин глас снажан и робустан.
Радићева верује да је својим певачким стилом објединила циганску емоцију Виде Павловић, босански турбо-фолк мелос Шемсе Суљаковић, интензитет Есме Реџепове и Оливере Катарине, и шумадијску школу Драгане Мирковић и Бранке Станарчић, створивши тако, по Захаровим речима, глас који је немогуће имитирати. Након разговора са Сашом Поповићем, хрватски публициста и историчар, Дарко Худелист, објавио је чланак о струјама на српској музичкој сцени 2009. године. Написао је, између осталог, и да изгледа као да је народњачки вибрато у интерпретацији савремене поп-фолк или поп песме код Индире заправо нека врста свесног певачког стила и кемпа. Додао је још и да је Индира 2003. године са албумом „Змај” сахранила турбо-фолк и утрла пут модернијим, урбанијим ритмовима, пре свега поп-фолку, да је на кратко скинула са трона Цецу Ражнатовић, и прва после Лепе Брене освојила публику од Словеније до Бугарске, и назвао је краљицом поп-фолк жанра.

## Звезда српске дијаспоре
У интервјуу који је у октобру 2016. дала за Курир, Радићева се осврнула на правац којим је пошла њена већ зрела каријера: Не певам за бакшиш, нити на свадбама − нисам научена да наступам на тај начин... Углавном певам у дијаспори. Већа сам звезда тамо него у Србији. Не обазирем се много (на такве дефиниције). Најважније ми је да моје песме − Змај, Лопов, Мој животе − живе све генерације. Као један од најприсутнијих извођача у српској дијаспори, Индира се у интервју који је дала у Шведској 2000. године осврнула на то како она види људе које су напустили Србију. Певачица је изразила забринутост за очување српске културне баштине. По њеним речима, за разлику од Срба у Швајцарској, Аустрији или Немачкој, Срби у земљама Скандинавије много су више отуђени; постоји опасност да се културно наслеђе и национална свест расплину; ... када се говори о музици, влада слабо познавање народне музике — не етно или традиционалне — праве народне музике, као што престаје да постоји концепт окупљања зарад народног весеља и слушања „живе” музике.

## Приватни живот
Индира води повучен живот и чува своју приватност. То истичу и њене колеге, а водитељка Драгана Катић је поводом тога рекла: „Она (Индира) свој живот ван сцене живи сасвим нормално. Увек је добронамерна и пријатна.” Јелена Бачић Алимпић рекла је да је певачица драга, мила, пријатна, одличан саговорник. Индира је 1991. године родила сина и дала му име Северин. Исте године, она и дете, њен супруг и њена мајка преселили су се у Београд, док је Индирин отац остао у Драгаловцима. Када је Северину било четири године, његов отац је тражио од Индире да се врате у Босну. Она се није сложила са њим, јер је сматрала да Београд пружа највише могућности за развој њене каријере. Вративши се са посла, Радићева је једног дана видела да је њен супруг са својим стварима напустио стан, и да дете није ту. Данас каже да су шест месеци безуспешног трагања за сином, док јој се муж на крају сам није јавио, били најгори и најмучнији период њеног живота. Развели су се 1996. а суд је дете доделио мајци. Северин се данас такође бави музиком. Урадио је аранжмане за Индирине песме Киша, Исток, север, југ и запад, Има туга име, улицу и број и Сто на сат. Радићева до 2013. године, и емисије Добро вече, Србијо Јелене Бачић Алимпић, није причала о свом бившем супругу. У емисији је открила да се њен супруг презивао Радић, као и њени родитељи и да је имао плаве очи и плаву косу. Певачица такође никада није причала ни о свом потоњем љубавном животу, па се тако никада није знало ко је њен партнер, ни да ли га уопште има. Штавише, тврди да партнера није имала годинама и у шали наводи: „Кажу да упознаш занимљивог мушкарца када ти отпадне дугме… Мени никако да отпадне!” Медији су је годинама доводили у везу са њеним продуцентом Гораном Ратковићем, али обоје су то демантовали, тврдећи да су одувек били пријатељи. Године 2013. је у емисији Magazin In Сање Маринковић потврдила да дечка није имала готово осамнаест година.
Почетком 2010. бугарски и српски медији спекулисали су да је певачица у вези са бугарским министром Михаилом Миковим. Радићева је за Press media изјавила да је за њега везује само лепа пословна сарадња. Наиме, у јуну 2009. бугарски председник Георги Прванов позвао је Индиру да одржи неколико концерата у оквиру његове предизборне кампање. Радићева је тако после четири године поново наступала пред бугарском публиком. По вероисповести је православна хришћанка, а као млада, у кући је имала проблема са оцем, који је био атеиста. Она и мајка су се стога молиле и крстиле крадом, а Радићева каже да је то престало истог тренутка када је напунила осамнаест година, и рекла му да она у Бога верује. Северин каже да му је мајка врло побожна и да сваке недеље устаје рано, како би отишла на литургију. Међутим, додаје и да је врло сујеверна.
Индира је такође једна од ретких српских естрадних звезда која никада није имала сукоб са неким од својих колега. Осим што је у добрим односима са Лепом Бреном, Цецом, Драганом Мирковић и другима, Радићева је и блиска пријатељица Јелене Карлеуше.
Певачица са мајком Росом живи на Кошутњаку, у насељу Голф. Често истиче да стан није опремљен скупоценим намештајем, да у њему царује тишина, и да воли поглед са терасе — најпре на Аду Циганлију, затим и на готово читаву савску страну града и Нови Београд. Индирин син венчао са јерменком Елином, која је пре доласка у Београд живела у Москви. Једанаестог новембра 2017. медији су објавили да је Индира постала бака, пошто је њен син добио сина Михаела.

## Хуманитарни рад
Индира се 2007. одазвала на позив директора школе за децу са посебним потребама Милоје Павловић у Београду да пева на прослави њихове мале матуре. Наиме, у анкети спроведеној непосредно пред крај последње школске године, на питање кога бисте желели да видите на својој матури, деца су затражила Радићеву. Затим је одржала концерт у Сиднеју, од кога је сав приход дала за реконструкцију Српског културног центра у Аустралији. Године 2009. снимила је песму Можда баш ти, за потребе хуманитарног фонда Велико срце, да би исте године била награђена Златником за хуманитарни рад, који додељују емисија „Пут хуманизма” и Фонд принцезе Катарине Карађорђевић. Песма је пажњу публике привукла тек Индириним и Ивановим наступом на Избору за мис Србије 2009. године. Три године касније, учествовала је у акцији Помозимо Сергеју, одржавши мали концерт у Београду, а зарада од продаје карата отишла је за дечаково лечење.
Индира, велики љубитељ мачака, борац је за заштиту права животиња. Године 2016. била је укључена у помоћ прихватилишту Дражевац, 25 километара удаљеном од Београда. Дражевац је један од азила за напуштене и повређене мачке, и остале животиње. Почетком 2017. добила је позив да пева на хуманитарном концерту у спортској хали у Темерину, као и на још два концерта исте природе. Радићева је рекла да је због пословних обавеза спречена да пева на концерту. Ивана Селаков је међутим похвалила колегиницу позвавши остале познате личности, да буду хумани, као Индира, која је, не могавши да се придружи акцији, послала новчану помоћ.

## Занимљивости
- Индира је у својој каријери одбила много песама. Открила је да јој је било нелагодно да пева песму Хеј, да сам мушко, која је након што је Радићева одбила отишла у руке Секи Алексић. Одбила је и чувени фолк хит Окови Гоце Божиновске и Ти невољо моја, Илде Шаулић и Лексингтон бенда.[100] Можда би се највећим хитом који је Индира препустила колегама могла сматрати песма Ако је до мене, коју су отпевали Ивана Селаков и Дарко Радовановић.
- Радићева се на сајту за статистичке податке Socialbakers налази на 30. месту на листи 155 српских музичких звезда са највећим бројем прегледа на Јутјубу.[101]
- Године 2007. Драгана Мирковић се нашла са Индиром да јој каже да јој је пронашла песму која би пристајала њеном гласу. Назив је био У добру и у злу. Радићева је била одушевљена мелодијом па је убрзо снимила песму и уврстила је међу нумере са свог новог албума.[15]
- Након што је судским поступком вратила сина, кога јој је муж насилно отео 1995. године, Индира је компоновала музику за песму Син, коју је касније отпевала. Прва строфа и рефрен гласе: Што ми браниш да видим свог сина,
што ме лажеш да је љут на мене,
ја сам мајка што га је родила,
и крв моја тече му кроз вене.

Кад већ нисмо могли у животу
нашој срећи да нађемо пут,
пусти само да загрлим сина,
он на мајку, знам да није љут.
- Индирине песме са највећим бројем приказа на Јутјубу су: Пожелела и Лопов, које бележе преко двадесет милиона прегледа, као и Био си ми драг, Много си се променио и Змај (све имају преко десет милиона).

### Геј икона
Радићева има и велики број ЛГБТ обожавалаца, а 2009. била је проглашена и за српску геј икону претходне године. Највеће заслуге за то су донели спот за песму Пије ми се, пије, у коме је први пут у Србији приказан пољубац два мушкарца, песма Упаљач која је намењена геј популацији и уопште промовисање либералних погледа на свет. У вези са тим, певачица је изјавила да јој је драго што је изабрана за нај-цицу, и захвалила се свима који су гласали за њу. Додала је још да своју публику не дели по боји коже, полу или вероисповести, па ни према сексуалном опредељењу, као и да мисли да је крајње време да се превазиђу све поделе и да људи почну да се цене искључиво према оно шта раде и колико вреде као особе.
Једна је од првих домаћих јавних личности које су отворено подржале Параду поноса у Београду. У интервјуима које је дала на ту тему истицала је да никада не треба залазити у туђу интиму и критеријуме људских задовољстава и среће. На питања у вези са титулом геј иконе, Индира је 2012. рекла да су јој жене прилазиле и флертовале са њом, и да би свог сина подржала у случају да јој једног дана каже да је хомосексуалац.
Певачица је 7. јуна 2018. године наступила у београдском геј клубу Musk. Иако није прва српска певачица која је певала у једном таквом клубу, Индира је свакако прва певачица српске народне музике која је то учинила.

### Сличности са Шакиром
У медијима и јавности Индиру често пореде са колумбијском певачицом Шакиром. Углавном се тврди да је Индира имитирала или копирала Шакиру, никада обрнуто. Обе певачице су своје прве албуме снимиле почетком деведестих. На почетку су обе имале дугу, бујну, коврџаву, црну косу. Док су Шакирини албуми били промашаји, Индирини су имали хитове који су били слушани широм бивше Југославије. Шакира је своја прва два албума назвала промотивним, и није дозволила да се уврсте у њену дискографију, док је Индира захваљујући албуму Угаси ме (1993) отишла на турнеју у Бугарску. Радићева 1995. боји косу у плаво, а колумбијска певачица постаје плавуша тек шест година касније. Мале су шансе да је Индира чула за Шакиру пре 2001. године, када ова са албумом Laundry Service и хитом Whenever, Wherever постаје планетарно популарна.

## Награде и признања
- 2016: Оскар популарности — албум 2016. године (Нико није савршен)
- 2013: Оскар популарности — певачица деценије (2001—2010); дует деценије (Лопов, са Аленом Исламовићем)
- 2009: Орден Велико срце — награда за хуманитарни рад, Фонда принцезе Катарине Карађорђевић
- 2009: Фолк песма 2009. године, Хрватска (Хероји)
- 2009: Геј икона Србије
- 2006: Златни мелос — хит године (Април)
- 2005: Оскар популарности; певачица године (2004); албум године (Змај); хит године (Мој животе да л’ си жив)

## Галерија
- Индира Радић на концерту у Софији 2012. године